# Bistum Yuanling
Das Bistum Yuanling (lat.: Dioecesis Iuen-limensis) ist eine in der Volksrepublik China gelegene römisch-katholische Diözese mit Sitz in Yuanling. 

## Geschichte
Das Bistum Yuanling wurde am 13. März 1925 durch Papst Pius XI. mit der Apostolischen Konstitution Quae rei sacrae aus Gebietsabtretungen des Apostolischen Vikariates Changde als Apostolische Präfektur Shenchow errichtet. Die Apostolische Präfektur Shenchow wurde am 28. Mai 1934 durch Pius XI. mit der Apostolischen Konstitution Ad potiorem vicariatus zum Apostolischen Vikariat erhoben. Am 10. Dezember 1934 wurde das Apostolische Vikariat Shenchow in Apostolisches Vikariat Yuanling umbenannt.
Das Apostolische Vikariat Yuanling wurde am 11. April 1946 durch Papst Pius XII. mit der Apostolischen Konstitution Quotidie Nos zum Bistum erhoben und dem Erzbistum Changsha als Suffraganbistum unterstellt.

## Ordinarien

### Apostolische Präfekten von Shenchow
- Dominic Langenbacher CP, 1925–1930
- Cutbert Martin O’Gara CP, 1930–1934

### Apostolische Vikare von Shenchow
- Cutbert Martin O’Gara CP, 1934

### Apostolische Vikare von Yuanling
- Cutbert Martin O’Gara CP, 1934–1946

### Bischöfe von Yuanling
- Cutbert Martin O’Gara CP, 1946–1968
- Sedisvakanz, seit 1968